# Paula Beer
Paula Beer, född 23 februari 1995 i Mainz, är en tysk skådespelare.
Beer har bland annat medverkat i filmerna Das finstere Tal, Röd himmel och Stella. Ett liv.

## Filmografi (i urval)
- 2014 – Das finstere Tal
- 2023 – Röd himmel
- 2023 – Stella. Ett liv